# Endasys occipitis
Endasys occipitis är en stekelart som beskrevs av Luhman 1990. Endasys occipitis ingår i släktet Endasys och familjen brokparasitsteklar. Inga underarter finns listade i Catalogue of Life.